# Słowa Jezusa na krzyżu

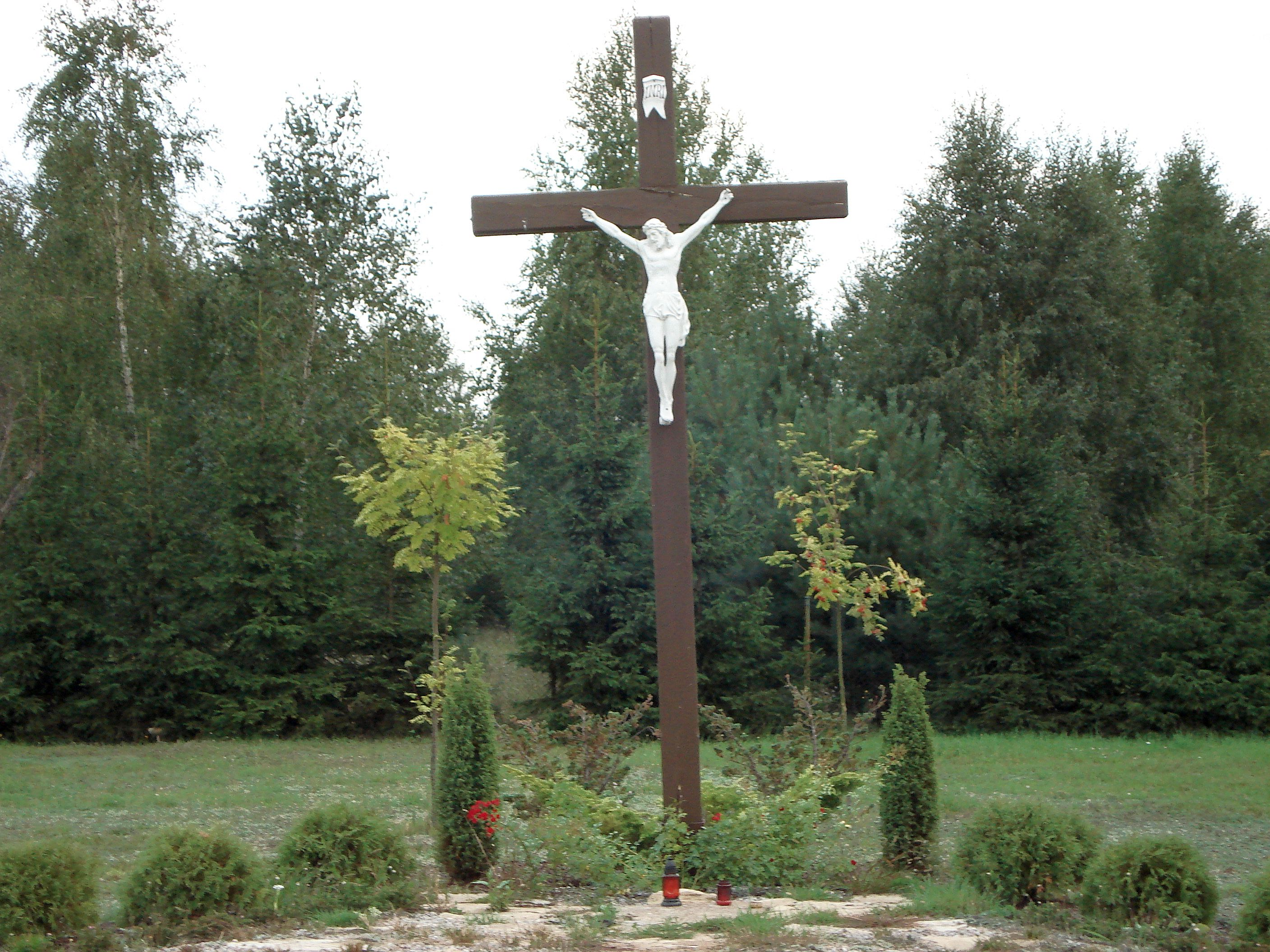
Kalwaria w Poznaniu

Siedem ostatnich słów (mów) Jezusa na krzyżu – zbiór siedmiu krótkich zdań, wypowiedzianych przez Jezusa podczas jego ukrzyżowania tuż przed śmiercią. Znajdują się one w czterech Ewangeliach.

## Siedem mów
Siedem mów stało się częścią medytacji w katolicyzmie; są one najczęściej używane podczas wielkiego postu, Wielkiego Tygodnia oraz Wielkiego Piątku. Tradycyjna kolejność mów jest następująca:
1. Ojcze, przebacz im, bo nie wiedzą, co czynią. (Łk 23, 34);
2. Zaprawdę, powiadam ci, jeszcze dziś będziesz ze Mną w raju. (Łk 23, 43);
3. Niewiasto, oto twój syn; oto twoja matka. (J 19, 26–27);
4. Eli, Eli, lema sabachthani? – „Boże mój, Boże mój, czemuś mnie opuścił?” (Mt 27, 46 oraz Mk 15, 34);
5. Pragnę. (J 19, 28);
6. Dokonało się. (J 19, 30);
7. Ojcze, w ręce Twoje oddaję ducha mego. (Łk 23, 46).

Z powyższego wynika, że w żadnym opisie ukrzyżowania nie znajduje się wszystkich siedem mów. Powyższa kolejność wynika z próby ustalenia kolejności mów ze wszystkich Ewangelii. W Ewangeliach Mateusza i Marka cytowane są jedynie słowa Jezusa po aramejsku (Eli, Eli, lema sabachthani? u Mateusza i Eloi, Eloi, lema sabachthani? u Marka). W Ewangelii Łukasza pojawiają się mowy pierwsza, druga i siódma, a u Jana trzecia, piąta i szósta. Podsumowując:
- U Mateusza:
  - Eli, Eli, lema sabachthani?
- U Marka:
  - Eloi, Eloi, lema sabachthani?
- U Łukasza:
  - Ojcze, przebacz im, bo nie wiedzą, co czynią. (modlitwa za oprawców)
  - Zaprawdę, powiadam ci, jeszcze dziś będziesz ze mną w raju. (słowa skierowane do Dobrego Łotra)
  - Ojcze, w ręce Twoje oddaję ducha mego. (słowa wypowiedziane tuż przed śmiercią)
- U Jana:
  - Niewiasto, oto twój syn; oto twoja matka. (słowa skierowane do Marii i ucznia, którego Jezus miłował – prawdopodobnie Jana Apostoła)
  - Pragnę. (w wymiarze czysto fizycznym: prośba o zwilżenie warg)
  - Dokonało się. (słowa wypowiedziane tuż przed śmiercią)

### Ojcze, przebacz im, bo nie wiedzą, co czynią
A Jezus mówił: „Ojcze, przebacz im, bo nie wiedzą, co czynią”. (Łk 23, 34)
Ta pierwsza z mów Jezusa jest modlitwą do Boga Ojca o wybaczenie jego oprawcom, tj. rzymskim żołnierzom i wszystkim pozostałym ludziom, którzy przyczynili się do jego ukrzyżowania.
W Mt 5, 44 Jezus zachęca uczniów, by kochali swoich wrogów i modlili się za prześladowców. Modlitwa Jezusa na krzyżu jest niejako potwierdzeniem tej nauki.
Wiele wczesnych rękopisów pomija Łk 23, 34.

### Zaprawdę, powiadam ci, jeszcze dziś będziesz ze Mną w raju
I rzekł mu: „Zaprawdę, powiadam ci, jeszcze dziś będziesz ze Mną w raju”. (Łk 23, 43)
Jezus był ukrzyżowany pomiędzy dwoma złoczyńcami, którym apokryficzna ewangelia Nikodema przypisuje imiona Dyzma i Gestas. W Ewangelii Łukasza jeden z nich (Dyzma) dostrzega niewinność Jezusa i prosi go o wspomnienie nań, gdy Jezus wejdzie do swojego Królestwa, na co Jezus odpowiada: „Zaprawdę, powiadam ci...” (ἀμήν λέγω σοί, amēn legō soi). Następnie, jedyny raz we wszystkich Ewangeliach, pojawia się słowo raj (παραδείσω, paradeisō, z perskiego pairidaeza). W Septuagincie słowo to użyte jest w znaczeniu Edenu, ale być może Jezus miał na myśli powrót od człowieczeństwa do obecności w Bogu. Jednakże tradycyjnie oznacza to miejsce błogosławionej śmierci. Przedchrześcijańska apokaliptyka żydowska określała „rajem” tymczasowe miejsce pobytu dusz zmarłych patriarchów oraz wszystkich wybranych i sprawiedliwych. Może to również oznaczać, że skrucha łotra zapewni mu odpuszczenie grzechów.
Interpunkcja tego zdania wzbudza pewne kontrowersje. Protestanci (oprócz adwentystów) uważają, że skoro w zdaniu tym przecinek znajduje się po „ci”, tak więc zaprzecza to istnieniu czyśćca. Niektórzy adwentyści, Badacze Pisma Świętego, a także Świadkowie Jehowy uważają, że przecinek powinien być po słowie „dziś”:
„Zapewniam cię dzisiaj, że będziesz ze mną w raju”.
W starożytnym języku hebrajskim nie występuje interpunkcja, a w oryginalnym greckim tekście w ogóle nie ma przecinka, więc problem pozostaje nierozwiązany. Zwracają też uwagę, że niektóre przekłady stosują przecinek również w tym miejscu. Wszystkie polskie przekłady NT z języków oryginalnych stosują jednak przecinek po zaimku „ci” lub „tobie”, idąc tym samym za wyborem edycji tekstu greckiego Nestle Alanda.

### Niewiasto, oto twój syn; oto twoja matka
Jezus, zobaczywszy matkę i ucznia, którego miłował, mówi do matki: „Niewiasto, oto twój syn”. Potem mówi uczniowi: „Oto twoja matka”. I od tej chwili uczeń wziął ją do siebie.
Jezus powierza swoją matkę w opiekę ucznia, którego miłował (tradycyjnie Jan Ewangelista). Kościół katolicki interpretuje te słowa w znaczeniu, że Jezus był jedynakiem, bo gdyby Maria miała dzieci, nie potrzebowałaby opieki od kogoś „z zewnątrz”.
Protestanci i Świadkowie Jehowy odrzucają tę interpretację, gdyż uważają, że bracia Jezusa nie wierzyli jeszcze wtedy, że jest on Mesjaszem.
Inne zrozumienie tej mowy może być takie, że Jezus, na skraju śmierci, będąc zmuszonym oddać wszystko, co posiadał, oddaje swoją ostatnią „więź”, czyli matkę. Z tego wynika, że umiera on w całkowitym niedostatku, nawet bez wsparcia rodziców.

### Boże mój, Boże mój, czemuś mnie opuścił
A około dziewiątej godziny Jezus zawołał donośnym głosem: „Eli, Eli, lema sabachthani?”, to jest: „Boże mój, Boże mój, czemuś mnie opuścił?” (Mt 27, 46)
O dziewiątej godzinie Jezus zawołał donośnym głosem: „Eloi, Eloi, lema sabachthani”, co znaczy: „Boże mój, Boże mój, czemuś mnie opuścił?” (Mk 15, 34)
Spośród siedmiu mów Jezusa ta wyróżnia się najbardziej. Jest to jedyna mowa zanotowana tak przez Mateusza, jak i przez Marka. Ta mowa jest wypowiedziana w języku aramejskim i przetłumaczona na grecki. Zdanie to pojawia się również w Ps 21 (22), 2. Z Ewangelii wynika, że ludzie komentowali tę mowę: „Eliasza woła”. Skojarzenie słów Eloi (Bóg) z Eliyyâ (Eliasz) wynikało być może z przekonania, iż Eliasz śpieszył z pomocą dobrym ludziom w nieszczęściu. Niewielkie różnice pomiędzy dwoma opisami wynikają prawdopodobnie z różnic dialektalnych. Wersja Mateusza wydaje się bardziej pod wpływem hebrajskiego, a Marka wydaje się bardziej kolokwialna.
Mowa ta mogła brzmieć także:
- אלי אלי למה עזבתני [ēlî ēlî lamâ azavtanî];
- אלי אלי למא שבקתני [ēlî ēlî lamâ šabaqtanî]; lub
- אלהי אלהי למא שבקתני [ēlâhî ēlâhî lamâ šabaqtanî]

Aramejskie šabaqtanî powstało ze słowa šabaq – pomagać, pozwalać, zapominać, opuszczać, z końcówką -t (2 os. l. poj. cz. przeszłego) i sufiksem -anî (1 os. l. poj.).
Według A. T. Robertsona apokryficzna Ewangelia Piotra podaje tę formę w doketycznym znaczeniu: Mocy moja, mocy moja, tyś mnie opuściła!. Jednakże może to być pomyłka lub alternatywne tłumaczenie ze źródła semickiego, jako że אל ['ēl] w aramejskim i hebrajskim może być tłumaczone jako „Bóg” lub jako „moc”.
Rocco A. Errico i George M. Lamsa podają tłumaczenie Boże mój, Boże mój, dla tego [celu] zostałem poświęcony! lub ...dla tego celu zatrzymałeś mnie!, co stało się popularne w wielu niszowych ugrupowaniach, ale ogromna większość aramejskich uczonych uważa je za błędne i pseudonaukowe.

### Pragnę
Potem Jezus, widząc, że już wszystko się dokonało i wypełniło się pismo, mówi: Pragnę! (J 19, 28)
Ta mowa pokazuje, iż Jezus był prawdziwym człowiekiem, i że pragnie napić się, ale sam nie może dosięgnąć. Podano mu więc gąbkę umoczoną w occie. Wprawdzie w Ewangelii jest napisane, że gąbkę tę zatknięto na włóczni, jednakże jest to prawdopodobnie błąd kopisty, a poprawna forma brzmi: na hyzopie. Podobna scena pojawia się w Ps 69 (70), 22, gdzie autor pisze, iż kiedy pragnął, napoili go octem. Może to być aluzja do słów Jezusa z J 18, 11: [...] czy mam nie pić kielicha, który dał mi Ojciec?

### Dokonało się
Kiedy Jezus zwilżył wargi octem, rzekł: „Dokonało się”.
Jezus ogłosił, że jego misja na ziemi dobiegła końca. Czasami w tym wersie pojawiają się słowa dług jest skreślony, co może oznaczać, że dzięki ofierze Jezusa na krzyżu został skreślony dług ludzi względem Boga.

### Ojcze, w ręce Twoje oddaję ducha mego
A Jezus zawołał mocnym głosem: „Ojcze, w ręce Twoje oddaję ducha mego”.
Do słów Jezusa nawiązuje Psalm 31; „W ręce Twoje powierzam ducha mego: Ty mnie wybawisz, Jahwe, Boże wierny!” (Ps 31, 6). Są to także słowa modlitwy, jaką Żydzi wypowiadali na zakończenie dnia. Jezus jako praktykujący Żyd odmawiał tę modlitwę od dzieciństwa. Modlitwa ta uczyła ufności w zbawczą interwencję Boga.

## Opracowania muzyczne
Słowa Jezusa na krzyżu od ok. roku 1500 po czasy współczesne były wielokrotnie opracowywane muzycznie przez wybitnych kompozytorów, jak np.
- Orlando di Lasso (XVI w.)
- Heinrich Schütz (1645)
- Giovanni Battista Pergolesi (?; 1730–1736)
- Christoph Graupner (1743)
- Joseph Haydn (1785)
- Charles Gounod (1855)
- César Franck (1859)